# Robert de Lotharinger
Robert de Lotharinger (ook bekend als Robert de Losinga en Robert van Lotharingen; gestorven op 26 juni 1095) was een priester die bisschop van Hereford werd na de Normandische verovering van Engeland.

## Leven
Robert was afkomstig uit Lotharingen en vermoedelijk een kanunnik van de Sint-Lambertuskathedraal in Luik alvorens hij naar Engeland kwam, en heeft mogelijk daar ook zijn opleiding genoten aan de kathedraalschool. De school in Luik was namelijk gespecialiseerd in wiskunde, hetwelke later de specialiteit van Robert werd. Hij wordt vaak Robert de Losinga genoemd, maar de vroegste bron noemt hem Robert de Lotharinger. Zijn geboortedatum is onbekend, maar het was waarschijnlijk voor 1049.
Robert kwam vermoedelijk aan in Engeland in de jaren 1050, of misschien na de Normandische verovering. Er zijn argumenten aangehaald voor beide visies. Koning Willem de Veroveraar zijn aanstelling van Robert tot bisschop was enigszins ongebruikelijk, niet omdat hij geen Normandiër was, maar omdat hij geen religieuze geleerde was, maar een astronoom en wiskundige. Robert werd tot priester gewijd door Wulfstan, de bisschop van Worcester, enige tijd voor 29 december 1079. Robert werd tot bisschop van Hereford gewijd door Lanfranc op 29 december 1079 te Canterbury.
Robert bracht de kroniek van Marianus Scotus naar Engeland, maar het had weinig invloed op de historiografie in Engeland, buiten het gebruik ervan door Florence van Worcester.  Robert voegde in zijn eigen kopie van Marianus, een notie over de onderneming achter het Domesday Book, in die een van de beste informatiebronnen is over het proces van het tot stand komen van het Domesday Book. Het enige andere werk dat van hem is overgeleverd is een korte introductie tot Marianus' kroniek dat een aantal vergissingen verbeterd en hoe men een berekening doet behandeld. Hij stond ook bekend als wiskundige en astroloog, en bracht continentale kennis met zich mee naar zijn diocese. Hij was ook vertrouwd met de abacus, en sommige historici zijn van mening dat hij dit hielp te introduceren in Engeland. Anderen zijn het hier echter mee oneens en zijn van mening dat de abacus al eerder was bekend geraakt in Engeland. Hij was goede vrienden met Wulfstan, de bisschop van Worcester en het was Robert die de toekomstige heilige begroef. Het is mogelijk dat Robert aan Wulfstan een kopie van Marianus' kroniek gaf, dewelke de monniken te Worcester toeliet deze te gebruiken in hun eigen werken. Robert was ook bevriend met Osmund, die de bisschop van Salisbury was.
Robert was aanwezig op het Concilie van Rockingham in februari 1095, hetwelke het conflict tussen koning Willem II van Engeland en Anselmus, de aartsbisschop van Canterbury, behandelde. Robert koos de kant van de koning tegen de aartsbisschop. Nadien zouden Robert en Osmund, de bisschop van Salisbury, zich verzoenen met Anselmus.
Robert stierf op 26 juni 1095. Hij was begraven in kathedraal van Hereford. Hij bouwde een kapel bij de kathedraal van Hereford, gebaseerd op de kerk van Aaken. Dit was een kapel met twee verdiepingen van een type voorbehouden aan leden van koninklijke huizen of aartsbisschoppen in Duitsland. Hij verbeterde ook de financiële toestand van zijn diocese, hoewel deze arm bleef.

## Verder lezen
- J. Moreton, Before Grosseteste: Roger of Hereford and Calendar Reform in Eleventh- and Twelfth-Century England, in Isis 86 (1995), pp. 562–586.